# Kaleń (województwo świętokrzyskie)
Kaleń – osada leśna w Polsce położona w województwie świętokrzyskim, w powiecie włoszczowskim, w gminie Włoszczowa.
W latach 1975–1998 miejscowość administracyjnie należała do województwa kieleckiego.